# Melany Hernández
Melany Michelle Hernández Torres (Guadalajara, Jalisco, México - 26 de julio de 1998) es una atleta mexicana, especializada en clavados. Forma parte de la delegación mexicana en los Juegos Olímpicos de Río de Janeiro 2016.

## Carrera deportiva
Hernández obtuvo en la Olimpiada Nacional de 2010 medalla de bronce en trampolín de tres metros. En la Olimpiada y Paralimpiada Nacional 2014 medalla de oro en clavados sincronizado en trampolín de tres metros. El siguiente año obtuvo medalla de oro en clavados sincronizados en trampolín y bronce en los sincronizados en trampolín de tres metros.